# رولاند إف. سايتس
رولاند إف. سايتس (بالإنجليزية: Roland F. Seitz)‏ هو عالم موسيقى وملحن أمريكي، ولد في 14 يونيو 1867، وتوفي في 29 ديسمبر 1946.

## وصلات خارجية
- رولاند إف. سايتس على موقع ميوزك برينز (الإنجليزية)
- رولاند إف. سايتس على موقع ديسكوغز (الإنجليزية)